# Альванд (река)
Альванд (перс. الوند رودخانه‎) — река на западе Ирана, протекающая через города Керенд-э-Герб, Сере-Поле-Зохаб и Касре-Ширин. Река берёт начало на севере иранского города Риджаб, и затем, протекая через ирано-иракскую границу, пересекает провинцию Дияла в Ираке и там, проходя через город Ханакин, впадает в реку Дияла.

## География
Река Альванд считается непересыхающей рекой с постоянным течением. Берёт начало с гор Даляху и Галядже на западе провинции Керманшах. Главный источник реки происходит на западе с пиков горы Загрос, на востоке с равнины Захаб и на севере с села Риджаб. В провинции Каср-е Ширин Альванд пересекается с реками Чаме Имам Хасан и Тангаб, затем течет по направлению к иракскому городу Ханакин, впадает в реку Сирван и затем соединяется с рекой Дияла.
Общая длина реки составляет 280 км. Высота реки над уровнем моря достигает 1500 м. Высота устья 93 м.

## Происхождение названия
Слово «Альванд» (так называется также и гора, расположенная недалеко от города Хамадан) происходит от слова, используемого в арийских языках, общий смысл которого имеет значение «от этой величины или высоты». В арийских диалектах так называли реки, которые ниспадали с гор бурным потоком, создавая при этом водопад. В арабской литературе же упоминается древний город с одноименным названием, находящийся в окрестностях современного города Сере-Поле-Зохаб.

## Использование реки
Река Альванд благодаря своей постоянной полноводности и течению на протяженности всего своего маршрута сделала землю пригодной для развития сельского хозяйства: выращивание пальмовых деревьев, тростника и др. Река также активно используется в целях рыболовства и является местом досуга и отдыха для населения.